# Richardsonius balteatus
Richardsonius balteatus es una especie de peces Cypriniformes de la familia Cyprinidae.

## Morfología
Los machos pueden llegar alcanzar los 18 cm de longitud total.

## Alimentación
Los alevines comen diatomeas, copépodos, ostrácodos otros crustáceos demersales y  planctónicos, mientras que los adultos se nutren de insectos terrestres y acuáticos, algas, moluscos, huevos de peces (incluyendo los de su misma especie) y peces hueso.[cita requerida]

## Depredadores
Es depredado por  Micropterus salmoides , Ptychocheilus oregonensis , Sander vitreus ,Oncorhynchus clarki y Oncorhynchus mykiss .

## Hábitat
Es un pez de agua dulce y de clima templado.

## Distribución geográfica
Se encuentran en Norteamérica. 